# Raïon de Severo-Kourilsk
Le raïon de Severo-Kourilsk (russe : Северо-Кури́льский райо́н) est l'une des dix-sept subdivisions administratives (raïons) de l'oblast de Sakhaline, à l'est de la Russie. En tant que division municipale, il est intégré à l'okroug urbain de Severo-Kourilsk. Il est situé à l'est de l'oblast, il comprend une partie des îles Kouriles, situées en mer d'Okhotsk. Sa superficie est de 3 501,2 km2. Son centre administratif est la ville de Severo-Kourilsk. La population du raïon était de 2 536 (2010); 2 592 (2002) 5 420 (1989).